# Зоран Цвијановић
Зоран Цвијановић (Београд, 25. јануар 1958) српски је глумац и продуцент.

## Биографија
Дипломирао је на Факултету драмских уметности у Београду 1982, у класи професора Миње Дедића и асистента Владимира Јевтовића.
Прва улога након студија била му је у ТВ серији „Сиви дом“ (1984—1985). До данас је глумио у преко 50 филмова и ТВ серија, од којих су најзначајнији: „Октоберфест“ (1987), „Полтрон“ (1989), „Ми нисмо анђели“ (1992), „Полицајац са Петловог брда“ (ТВ серија) (1993—1994), „Отворена врата“ (ТВ серија) (1995), „Сложна браћа“ (ТВ серија) (1995), „Лепа села лепо горе“ (1996), „Миле против транзиције“ (ТВ серија) (2002).
Од 1982. до 1987. био је члан Југословенског драмског позоришта, а од 1987. до 2002. позоришта Атеље 212. Од 2002. има статус слободног уметника. Режирао је неколико филмова. У последњих неколико година интензивно се бави управљањем отпадом и рециклажом.
Септембра 2016. постао је директор Високе школе драмских уметности Андрићград.
Пензионисао се крајем јануара 2024.
Маја 2024. додељена му је Нушићева награда за животно дело. Крајем септембра 2024. уручена му је награда Награда „Мија Алексић – Бити глумац“.

## Политички ангажман
Зоран Цвијановић је учествовао на свим демонстрацијама против Милошевићеве власти, од 9. марта 1991. до 5. октобра 2000.
Дана 5. јула 2007. постао је саветник за одрживи развој потпредседника Владе Србије Божидара Ђелића.

## Приватни живот
Од редовног служења војнога рока је поштеђен због недовољне телесне развијености.
Велики је навијач ЈСД Партизан. Његов отац је био спортиста у Партизану.
Течно говори енглески језик. Ожењен је и отац је двоје деце.

## Филмографија
| Назив филма                                                | Година    | Улога                               |
| ---------------------------------------------------------- | --------- | ----------------------------------- |
| Зваћеш се Варвара                                          | 2025      | Мита                                |
| Кад поново умрем                                           | 2025      |                                     |
| Саучесници                                                 | 2025      |                                     |
| Крунска 11                                                 | 2024      | Деда Живојин                        |
| Дуг мору                                                   | 2023-2024 | декан Филозофског факултета         |
| Видеотека                                                  | 2024      | Душан Купреш                        |
| Циклус                                                     | 2024      |                                     |
| Деца зла                                                   | 2023      | Звонце                              |
| Момак и девојке                                            | 2023      | Деда                                |
| Што се боре мисли моје                                     | 2023      | Илија Гарашанин                     |
| Кома                                                       | 2023      | Димитрије                           |
| Тунел (ТВ серија)                                          | 2023      | Бранислав Трипковић                 |
| Бунар (ТВ серија)                                          | 2022      | Чеда                                |
| Зборница (ТВ серија)                                       | 2022      |                                     |
| Убице мог оца                                              | 2022      | Мане                                |
| Чудне љубави (ТВ серија)                                   | 2022      | Дејан                               |
| Било једном у Србији                                       | 2022      | Трајко                              |
| Сложна браћа: Нова генерација (ТВ серија)                  | 2022      | Јаворшек                            |
| Династија (ТВ серија)                                      | 2021      | Алимпић                             |
| Александар од Југославије (ТВ серија)                      | 2021      | Антон Корошец                       |
| Случај породице Бошковић (ТВ серија)                       | 2020      | Мики                                |
| Врата до врата (ТВ серија)                                 | 2019      | Милош Газивода                      |
| Мамурлуци                                                  | 2017      |                                     |
| Стадо                                                      | 2016      | Цвеја                               |
| Једне летње ноћи                                           | 2015      | Милан Бранковић                     |
| Европа, бре! (ТВ серија)                                   | 2014      | Комшија                             |
| Залет                                                      | 2012      |                                     |
| Свети Георгије убива аждаху                                | 2009      | Миле Вуковић                        |
| Љубав и други злочини                                      | 2008      | Зоран                               |
| Бацио сам чини на тебе                                     | 2007      | Паки                                |
| Црни Груја и камен мудрости                                | 2007      | Змаго                               |
| Ми нисмо анђели 3: rock & roll узвраћа ударац              | 2006      | Момчило                             |
| Ивкова слава                                               | 2005      | Ивко                                |
| Ми нисмо анђели 2                                          | 2005      | Ђура                                |
| Хероји за један дан                                        | 2005      |                                     |
| Црни Груја 2                                               |           | Змаго Словенац                      |
| Кад порастем бићу Кенгур                                   | 2004      | Полицајац                           |
| Лаку ноћ, децо                                             | 2003      |                                     |
| Црни Груја                                                 | 2003      | Змаго Словенац                      |
| Сјај у очима                                               | 2003      | Човек у колима                      |
| Миле против транзиције                                     | 2002−2007 | Миле са Чубуре                      |
| Деца филма                                                 | 2002      | Лично                               |
| Један на један                                             | 2002      | Гуру                                |
| Бумеранг                                                   | 2001      | Ч. К. Г. С. или Човек који губи сат |
| Наташа                                                     | 2001      | Милутин                             |
| Муње!                                                      | 2001      | Деда Мраз                           |
| Нормални људи                                              | 2001      | Банетов отац                        |
| Бело одело                                                 | 1999      | Алкохоличар II                      |
| Ране                                                       | 1998      | Немац који пуца из бункера          |
| Лепа села лепо горе                                        | 1996      | Брзи                                |
| До коске                                                   | 1996      | Крпа                                |
| Тамна је ноћ                                               | 1995      | Манетов зет                         |
| Отворена врата                                             | 1994−2024 | Милорад Угриновић-Кекец             |
| Пакет аранжман (сегмент „Херц минута“)                     | 1995      | Лаки                                |
| Сложна браћа                                               | 1995      | Зоран Валута                        |
| Полицајац са Петловог брда (ТВ серија из 1994)             | 1994      | Владимир                            |
| Биће боље                                                  | 1994      | Чајковски                           |
| Два сата квалитетног програма                              | 1994      | Бембалић                            |
| Ни на небу, ни на земљи                                    | 1994      | Поп                                 |
| Слатко од снова                                            | 1994      | Буцер                               |
| Полицајац са Петловог брда (ТВ серија из 1993) (ТВ серија) | 1993      | Владимир                            |
| Боље од бекства                                            | 1993      | Глумац                              |
| Увод у други живот                                         | 1992      |                                     |
| Ми нисмо анђели                                            | 1992      | Ђура                                |
| Полицајац са Петловог брда (филм)                          | 1992      | Влада                               |
| Тетовирање                                                 | 1991      | Падо                                |
| Холивуд или пропаст                                        | 1991      |                                     |
| Граница                                                    | 1990      | Поручник                            |
| Грозница                                                   | 1990      |                                     |
| Балканска перестројка                                      | 1990      | Велимир Павловић                    |
| Борис Годунов                                              | 1989      |                                     |
| Бункер Палас хотел                                         | 1989      |                                     |
| Свет                                                       | 1989      | Учитељ музике                       |
| Масмедиологија на Балкану                                  | 1989      | Велимир Павловић                    |
| Госпођа министарка                                         | 1989      | Краљ Александар Карађорђевић        |
| Свети Георгије убива аждаху                                | 1989      | Миле Вуковић                        |
| Полтрон                                                    | 1989      | Радивоје Шулајић                    |
| Вук Караџић                                                |           | Кнез Александар Карађорђевић        |
| Октобарфест                                                | 1987      | Бане                                |
| На путу за Катангу                                         | 1987      | Методије Савић                      |
| Догодило се на данашњи дан                                 | 1987      | Стаљин                              |
| Иванов                                                     | 1987      | Љвов                                |
| Телефономанија                                             | 1987      |                                     |
| Погрешна процена                                           | 1987      | Милован Ђилас                       |
| Грифон у Београду                                          | 1986      | Младић                              |
| Сиви дом                                                   | 1986      | Шојка                               |
| Miss                                                       | 1986      | Чип                                 |
| Није лако са мушкарцима                                    | 1985      | Аца                                 |
| Грозница љубави                                            | 1984      | Стив                                |
| Последња авантура                                          | 1984      | Млади новинар                       |
| Не тако давно                                              | 1984      |                                     |
| Дани Авној—а                                               | 1983      |                                     |
| Живети као сав нормалан свет                               | 1982      |                                     |
| Последњи чин                                               | 1981      | Исо Репух                           |
| Повратак отписаних (ТВ серија)                             | 1978      | Партизан                            |
| Луде године                                                | 1978      | Бобин пријатељ                      |
| Лептиров облак                                             | 1977      | Крцко                               |
| Морава 76                                                  | 1976      |                                     |
| Врхови Зеленгоре                                           | 1976      | немачки војник                      |
| Грешно дете                                                | 1976      | Алекса                              |
| Црвена земља                                               | 1975      | Милош Вранић                        |
| Сутјеска                                                   | 1973      |                                     |

Продуцент:
| Наслов                                    | Година | Функција                     |
| ----------------------------------------- | ------ | ---------------------------- |
| Миле против транзиције, епизода „Милемен“ | 2007   | Продуцент, Извршни продуцент |
| Караула                                   | 2006   | продуцент                    |
| Кад порастем бићу кенгур                  | 2004   | продуцент                    |
| Сјај у очима                              | 2003   | продуцент                    |
| Муње!                                     | 2001   | продуцент                    |